# 陳文統 (進士)
陳文統（越南语：／；1871年—？年），原名陳文演（越南语：／），越南阮朝官員。

## 生平
陳文統是廣平省廣澤府宣政縣順示總羅河社（今屬廣平省廣澤縣廣文社羅河村）人，嗣德二十四年（1871年）出生。成泰三年（1891年），陳文統參加承天場鄉試，考中舉人。後任工部行走。
成泰十三年（1901年），陳文統會試中格，庭試考中進士。維新年間任廣南、平順布政使。維新九年（1915年），改任刑部侍郎，不久升河靜巡撫。啟定元年（1916年），改領治平巡撫，後加總督銜。啟定六年（1921年），陳文統致事。